# Goldsboro (Pensilvania)
Goldsboro es un borough ubicado en el condado de York en el estado estadounidense de Pensilvania. En el año 2000 tenía una población de 939 habitantes y una densidad poblacional de 890.5 personas por km². Se encuentra a orillas del río Susquehanna, uno de los catorce que integran el sistema de ríos del patrimonio estadounidense.

## Geografía
Goldsboro se encuentra ubicado en las coordenadas 40°09′08″N 76°45′02″O / 40.15222, -76.75056.

## Demografía
Según la Oficina del Censo en 2000 los ingresos medios por hogar en la localidad eran de $57,054 y los ingresos medios por familia eran $60,455. Los hombres tenían unos ingresos medios de $40,250 frente a los $31,146 para las mujeres. La renta per cápita para la localidad era de $19,164. Alrededor del 2.3% de la población estaba por debajo del umbral de pobreza.